# 柊木陽太
柊木 陽太（ひいらぎ ひなた、2011年〈平成23年〉9月10日 - ）は、日本の俳優。スターダストプロモーション第三事業部所属。京都府出身。

## 略歴
中川大志の出演作を見て「演技の仕事をしたい」と思い、芸能界を志望する。
幼少期からキッズモデルとして活動し、2021年に読売テレビ「ボクの殺意が恋をした」で俳優デビュー。その後もTBS「最愛」、CX「ミステリと言う勿れ」と3クール連続でドラマ出演を果たし、2023年公開の映画「怪物」にて主演のひとりを務め、第47回日本アカデミー賞新人俳優賞を受賞。

## 人物
趣味は将棋、生け花、そろばん 、天気予報。特技はギターの弾き語り、暗記。
目標としている人は光石研。

## 受賞歴
2024年
- 第47回日本アカデミー賞 新人俳優賞（『怪物』）
- おおさかシネマフェスティバル2024 新人男優賞（『怪物』）

## 出演
役名の太字は主演作品

### テレビドラマ
- ボクの殺意が恋をした（2021年7月4日 - 9月12日、読売テレビ） - 男虎柊（幼少期） 役
- 最愛（2021年10月15日 - 12月17日、TBS） - 朝宮優（幼少期） 役[7]
- 連続テレビ小説 カムカムエヴリバディ （2021年12月24日- 4月8日、NHK） - 大月錠一郎（幼少期） 役[7][8]
- ミステリと言う勿れ 第4話（2022年1月31日、 フジテレビ） - 久能整（幼少期）役[7]
- 拾われた男 LOST MAN FOUND（2022年6月26日 - 8月28日、NHK BSプレミアム・ディズニープラス）- 松戸武志（幼少期）役[注 1]
- PICU 小児集中治療室 第5話 - 最終話（2022年11月7日 - 12月19日、フジテレビ） - 小松圭吾 役[9][10]
  - PICU 小児集中治療室 スペシャル 2024（2024年4月13日、フジテレビ）[11]
- ぴーすおぶけーき 第5話（2022年11月22日、日本テレビ） - 後藤天悟 役[12]
- 岸辺露伴は動かない 第8話「ジャンケン小僧」（2022年12月27日、NHK総合） - 大柳賢 役[13]
- オリガミの魔女と博士の四角い時間「羽ばたけ！つる」（2023年3月4日、NHK Eテレ）
- ラストマン-全盲の捜査官- 第5話 - 最終話（2023年5月21日 - 6月25日、TBS） - 皆実広見（幼少期） 役[14]
- 時をかけるな、恋人たち 第1話・第3話・第7話（2023年10月10日・24日・11月22日、関西テレビ・フジテレビ） - 諸星（少年時代） 役[15]
- 大岡越前スペシャル〜大波乱!宿命の白洲〜（2023年12月29日、NHK BS・BSプレミアム4K） - 求次郎 役[16]
  - 大岡越前7（2024年6月23日 - 8月11日、NHK BS・BSプレミアム4K）[17]
- 大河ドラマ 光る君へ 第13回 - 第15回（2024年3月31日 - 4月14日、NHK） - 一条天皇（幼少期） 役[18]
- 夜ドラ VRおじさんの初恋（2024年4月1日 - 5月23日、NHK総合） - 芦原葵 役[19]

### 映画
- 怪物（2023年6月2日、東宝 / ギャガ） - 主演・星川依里 役[20]
- 1秒先の彼（2023年7月7日、ビターズ・エンド） - ハジメ 役（幼少期）[21]
- ブラック・ショーマン（2025年9月12日公開予定、東宝） - 釘宮克樹（中学時代） 役

#### 短編映画
- 僕のヒーローアカデミア 10周年記念ショートフィルム『Succession』（2024年4月27日、YouTube） - 幼いハルト 役[22]

- 短編オムニバス映画 GEMNIBUS vol.1『knot』（2024年6月28日、TOHO NEXT）[23]

### ウェブドラマ
- クロエの流儀 第3話（2022年1月6日、LINE NEWS VISION） - 野村ヒロ 役
- 復讐の未亡人 第3話-第4話（2022年3月14日 - 19日、Paravi） - 鈴木陽史（幼少期） 役[注 2]

### MV
- Vaundy「花占い」（2021年7月5日）
- 幾田りら「P.S.」 (2023年7月7日)

### CM
- 株式会社セイバン（2020年）
- CJ FOODS JAPAN 美酢（ミチョ）（2021年）
- ジョンソン・エンド・ジョンソン リステリン（2021年）
- ベネッセコーポレーション「進研ゼミ 小学講座」（2021年）
- ハウス食品 X-BLEND CURRY (クロス ブレンドカレー) (2023年 - )[25]
- カネボウ化粧品「I HOPE. 希望の口紅」（2024年）[26]